# فثاجة
فَثَّاجَة (الاسم العلمي: Helogale)، جنس حيوانات لاحمة مفترسة من فصيلة السموريات. يتكون الجنس من نوعين و12 نويع.